# Actinote bubona
Actinote bubona är en fjärilsart som beskrevs av Charles Oberthür 1917. Actinote bubona ingår i släktet Actinote och familjen praktfjärilar. Inga underarter finns listade i Catalogue of Life.